# 1998 QN105
1998 QN105 är en asteroid i huvudbältet som upptäcktes den 25 augusti 1998 av den belgiske astronomen Eric W. Elst vid La Silla-observatoriet.
Asteroiden har en diameter på ungefär 3 kilometer.